# (1163) Saga
(1163) Saga ist ein Asteroid des Hauptgürtels, der am 20. Januar 1930 vom deutschen Astronomen Karl Wilhelm Reinmuth in Heidelberg entdeckt wurde. 
Der Name des Asteroiden ist von den nordischen Erzählungen, Saga genannt, abgeleitet.